# Разом (фільм)
«Разом» — радянський художній фільм 1988 року, знятий режисером Лейлою Аранишева на кіностудії «Казахфільм».

## Сюжет
У казахському селі живуть дід Джумагалі з шестирічним онуком Аханом, який ще в дитинстві залишився сиротою. Нелегко їм доводиться, хоча хлопчик уже навчився роздмухувати самовар, мити посуд і випасати худобу. Але старий давно й тяжко хворий, і він знає, що довго йому не протягнути. Ось і вирішив Джумагалі розлучитися з улюбленим онуком — відправив його до міста до родичів, а сам залишився доживати свого віку в селі.

## У ролях
- Касим Жакібаєв — дід Джумагалі
- Берік Баймагамбетов — Ахан
- Турахан Садикова — роль другого плану
- Аліман Джангорозова — роль другого плану
- Ю. Тайжанов — роль другого плану
- Абдрашид Абдрахманов — Юрке
- М. Ільяскаров — роль другого плану
- Усен Успалаєв — роль другого плану
- Улжан Колдауова — роль другого плану
- Б. Толепбаєв — роль другого плану
- Ж. Толепбаєва — роль другого плану
- З. Баймагамбетова — роль другого плану

## Знімальна група
- Режисер — Лейла Аранишева
- Сценаристи — Олександр Баранов, Бахит Кілібаєв
- Оператори — Кадиржан Кидиралієв, Ораз Римжанов
- Композитор — Талгат Сарибаєв
- Художник — Ідріс Карсакбаєв